# Медикус, Людвиг Вальрад
Людвиг Вальрад Медикус (нем. Ludwig Walrad [Wallrad, Wallrath] Medicus; 8 августа 1771, Мангейм, Margraviate of Baden — 18 сентября 1850, Мюнхен) — профессор сельского хозяйства, лесоводства и горнодобывающих наук; ректор университета Ландсхута (1812—1815).

## Биография
Родился 8 августа 1771 года в Мангейме; там же получил школьное образование.
В 1789—1791 годы изучал камералистику, математику, минералогию и горные науки в Гейдельберге и в торговой академии Гамбурга, в 1792—1794 — лесоводство в Рейн-Пфальце (у Клинга) и в Вюртемберге (у Г. Ф. Егера). Его первая публикация «Die Stallfütterung» была удостоена первой премии Патриотического общества в Нюрнберге. В 1794 году совершил путешествие по всем кантонам Швейцарии, результаты которого опубликовал в книге «Bemerkungen über die Alpen-Wirthschaft…».
В 1795—1803 годы — экстраординарный профессор сельского хозяйства и камеральной энциклопедии государственной Высшей школы экономики в Гейдельберге; доктор философии honoris causa. Одновременно — член Высшего горного совета в Мангейме.
В 1804—1806 годы — ординарный профессор сельского и лесного хозяйства и горнодобывающих наук в отделе государственной экономики Вюрцбургского университета имени Юлиуса и Максимилиана.
В 1806—1826 годы — профессор сельского хозяйства, горнодобывающих наук и лесоводства Университета имени Людвига и Максимилиана в Ландсхуте (в 1812—1815 — ректор, в 1817—1818 — проректор университета).
В 1826—1850 годы — профессор сельского хозяйства, лесоводства и технологии после перевода университета имени Людвига и Максимилиана в Мюнхен. С 1828 — надворный советник. В 1820-е годы участвовал в создании Сельскохозяйственного союза Баварии и стал членом его генерального комитета.

### Семья
Отец — Фридрих Казимир Медикус (1736—1808), директор ботанического сада в Мангейме; мать — Каролина (урожд. Кох, нем. Caroline Koch; ? — 1814, Мангейм), дочь советника военного суда в Мангейме.
Братья и сестра:
- Фридрих, капитан Баварии;
- Луиза, замужем за Мецгером (нем. Mezger), советником архива в Манхайме;
- Карл, лейтенант в Мюнхене.

Жена (с 11.5.1811) — Иоганна Каролина (нем. Johanna Caroline Langsdorff; 18.8.1789, Герабронн — 10.10.1828), дочь К. Х. Лангсдорфа (1757—1834), физика, математика, профессора Гейдельбергского университета;
- дети[3]:
  - Максимилиан Людвиг (нем. Maximilian Ludwig; 31.5.1812 — ?);
  - Фридрих Карл (1813—1893), помолог, директор института в Висбадене;
  - Кристина (нем. Christine; 30.5.1816 — 2.11.1890), замужем за атташе и государственным советником фон Мартини (нем. von Martini);
  - Вильгельм (нем. Wilhelm; 1817 [1819?] — ?), доктор философии, энтомолог, орнитолог; школьный учитель, профессор естествознания в окружном училище, консерватор природоведческого музея в Кайзерслаутерне, почётный член Pollichia; женат на Фелиците Ленц (нем. Felicitas Lentz);
  - Карл Людвиг Фердинанд (нем. Carl Ludwig Ferdinand; 1818—1900), доктор права, земельный комиссар в Бергцаберне, с 1871 — окружной помощник в Кайзерслаутерне, с 1879 — советник баварского административного суда; женат на Мари Клоссманн (нем. Marie Clossmann);
    - внук — Людвиг (1847—1915), профессор фармации и технологии в Вюрцбурге.

  - Густав (нем. Gustav; 23.11.1821, Ландсхут — не ранее 1897), главный инженер и директор бумажных фабрик «München-Dachauer Papierfabriken AG», владелец компании «Medicus & v. Heyde» в Мюнхене; женат на Каролине Рёсль (нем. Caroline Rösl), дочери держателя печати двора[5];
  - Эмиль Фридрих Хайнрих (нем. Emil Friedrich Heinrich; 14.8.1826, Ландсхут — 1910), пастор в Ламбрехте, Кальбенштайнберге;

## Научная деятельность
Член-корреспондент Баварской академии наук.

### Избранные труды
- Bemerkungen über die Alpen-Wirthschaft auf einer Reise durch die Schweiz gesammlet von Ludwig Wallrath Medicus. — Leipzig: Gräff, 1795.
- Forsthandbuch, oder Anleitung zur deutschen Forstwissenschaft. — Tübingen: Cotta, 1802.
- Entwurf eines Systems der Landwirthschaft. — Heidelberg: Mohr und Zimmer, 1809.
- Theses camerales. — Monachium, 1834.
- Über den Gesichtspunkt, aus welchem der akademische Unterricht in der Landwirthschaft zu betrachten. — Abtheil. 1. — Würzburg etc., 1804.
- Versuch einer Skizze der ökonomisch-politischen Encyklopädie. — Leipzig, 1797.
- Von dem nachtheiligen Einfluß der Schäfereyen. — Mannheim, 1802.
- Zur Geschichte des künstlichen Futterbaues oder des Anbaues der vorzüglichsten Futterkräuter, Wiesenklee, Luzerne, Esper, Wecke und Spergel. — Nürnberg, 1829.

## Награды
- почётный крест ордена Людвига[нем.] (20.12.1845).

## Комментарии
1. ↑  В источниках[2] указывается также 1803 год.